# Jessica Duncan Piazzi Smyth
Jessica Duncan Piazzi Smyth (Aberdeen, Reino Unido, 1812 - Ripon, 24 de marzo de 1896) fue una geóloga aficionada y observadora astronómica británica que realizó visitas geológicas a las islas británicas y Europa, también viajó a Egipto, Tenerife y todo el Mediterráneo en expediciones científicas con su esposo, Charles Piazzi Smyth, Astrónomo Real de Escocia. Sus contribuciones a la ciencia quedaron incorporadas a las de su marido.

## Biografía
Jessica Duncan nació en 1812 en Aberdeen, Escocia, hija del abogado Thomas Duncan y su esposa Jannet Young. Después de la muerte de su padre, Duncan vivió en Clova, en la casa de su padrastro, Harry Keith Lumsden, en el pueblo de Lumsden. Cuando Lumsden murió en 1844, Jessie y su madre se mudaron a Edimburgo. Estudió Geología con Alexander Rose de la Sociedad Geológica de Edimburgo. Como mujer soltera en la treintena, Jessie Duncan se unió a viajes de campo geológicos por las islas británicas y viajó a lugares tan alejados de su hogar como Suiza e Italia en sus actividades científicas. Además asistió a la reunión de la Asociación Británica para el Avance de la Ciencia en Belfast en 1852.
Se casó con Charles Piazzi Smyth en diciembre de 1855 y los dos viajaron al año siguiente a Tenerife, para visitar el pico de la montaña más alta y evaluar la potencial ubicación de un observatorio astronómico. Juntos, los Piazzi Smyths viajaron por el Mediterráneo y el norte de África, haciendo observaciones astronómicas, a menudo en lugares montañosos. Jessie guardó las notas y bocetos de sus expediciones, aprendió a preparar y preservar las comidas locales, y fue una ayuda constante en el trabajo de su esposo. «Su amor por los viajes científicos era igual al de Piazzi», señala la biógrafa Mary T. Brück. También era hábil en los primeros procesos fotográficos e imprimió cientos de fotografías utilizadas en los informes y publicaciones de Piazzi Smyth. Casi completamente de su propio peculio, Jessica y Charles navegaron en noviembre de 1864 a Egipto y pasaron cuatro meses bajo una tienda junto a la Gran Pirámide de Giza. Allí completaron el examen más completo de ese monumento que se haya realizado, respaldado por fotografías tanto del exterior como del interior.
La pareja se retiró a Ripon, Inglaterra, en 1888 y Jessica Piazzi Smyth falleció allí en 1896, a la edad de 81 años. Hay un inusual monumento en forma de pirámide dedicado a la pareja en el cementerio de St. John's, Sharow, North Yorkshire.